# 百火繚乱船
『百火繚乱船』（ひゃっかりょうらんせん）は、2021年1月13日にUUUM Recordsから発売された、日本のロックバンドラトゥラトゥの1作目のフル・アルバム。

## 概要
ラトゥラトゥの1作目のフルアルバム。
作品のリリースは、配信シングル「東京アップデート」以来5ヵ月ぶりのリリースであり、CDリリースは前作のアルバム『万華鏡エタニティ』以来約1年ぶりである。
通常盤は、CDのみのデジパック仕様で、初回限定盤は、51Pスペシャルブックレット付トールデジパック仕様である。
今作は、マイキがボカロP活動を開始した影響から、ギターを使用せずボーカロイド楽曲に多用される打ち込みでロックを再現する「ボカロック」や、ラトゥラトゥが楽曲制作でかねてより行っていた「和風ロック」の要素を取り入れた楽曲を含む全13曲のアルバムとなっている。

## 収録内容
| 全作詞: タケヤキ翔、全作曲・編曲: マイキ。 |                            |            |            |
| #                                          | タイトル                   | 作詞       | 作曲・編曲 |
| 1.                                         | 「百火繚乱船」             | タケヤキ翔 | マイキ     |
| 2.                                         | 「限りなく青い月」         | タケヤキ翔 | マイキ     |
| 3.                                         | 「妄想ディーバ」           | タケヤキ翔 | マイキ     |
| 4.                                         | 「拝啓、僕を始めました。」 | タケヤキ翔 | マイキ     |
| 5.                                         | 「時のメロディ」           | タケヤキ翔 | マイキ     |
| 6.                                         | 「ウタカタ」               | タケヤキ翔 | マイキ     |
| 7.                                         | 「東京アップデート」       | タケヤキ翔 | マイキ     |
| 8.                                         | 「閲覧注意」               | タケヤキ翔 | マイキ     |
| 9.                                         | 「アシメゴースト」         | タケヤキ翔 | マイキ     |
| 10.                                        | 「バッドエンド上等」       | タケヤキ翔 | マイキ     |
| 11.                                        | 「神様の言うとおりに」     | タケヤキ翔 | マイキ     |
| 12.                                        | 「絶命ロック」             | タケヤキ翔 | マイキ     |
| 13.                                        | 「ノーメーデー」           | タケヤキ翔 | マイキ     |